# Agence de régulation des transferts de fonds
 (novembre 2020).
Instituée par la loi n°7-2012 du 04 avril 2012, l’Agence de régulation des transferts de fonds (ARTF) est un établissement public administratif, doté de la personnalité juridique et de l’autonomie financière. Elle est l’autorité congolaise de contrôle, de suivi et de régulation de l’ensemble des activités en matière de transferts de fonds tant à l’intérieur qu’à l’extérieur du pays. Elle est placée sous la tutelle du ministère des finances et du budget.

## Organisation
L'agence de régulation des transferts de fonds a débuté ses activités en 2015 sous le patronage de Robert Jean Raphael Massamba-Débat. Elle est administrée par deux organes à savoir : le comité de direction et la direction générale. Le Directeur général est nommé par décret présidentiel, sur proposition du ministre des finances et du budget,,.

## Missions et pouvoirs
Ses missions principales consistent notamment à réguler les activités liées aux transferts de fonds, assurer le suivi et le bon fonctionnement des sociétés de transferts de fonds, apporter sa contribution à l'élaboration de la balance des paiements, assurer le suivi des investissements directs étrangers, lutter contre le blanchiment de capitaux et le financement du terrorisme.